# Felice Centini
Felice Centini (1562. – 1641.) bio je talijanski biskup i kardinal.
Dodijeljen mu je 12. rujna 1611. kardinalski naslov hrvatske crkve svetog Jeronima u Rimu. Naslov je držao do 12. kolovoza 1613. godine, kada je optirao za naslov crkve San Lorenzo in Panisperna.

### Članci
- Bogdan, Jure. 2005. Hrvatska crkva svetog Jeronima u Rimu i njezini kardinali naslovnici. Crkva u svijetu. Sveučilište u Splitu - Katolički bogoslovni fakultet. Split. 40 (2): 187–205